# الدوري الأمريكي لكرة السلة للمحترفين 1976–77
الدوري الأمريكي لكرة السلة للمحترفين 1976–77 (بالإنجليزية: 1976–77 NBA season)‏ هو موسم من إن بي أي. أقيم خلال الفترة 21 أكتوبر 1976 وحتى 5 يونيو 1977، وأشرف على تنظيمه إن بي أي، وفاز فيه بورتلاند ترايل بلايزرز.